# Campeonato Brasileiro de Futebol de 1998
O Campeonato Brasileiro de Futebol de 1998 foi a 43.ª edição do Campeonato Brasileiro e foi vencido pelo Corinthians, pela segunda vez, repetindo o feito de oito anos antes.
O Cruzeiro que foi o campeão brasileiro de 1966, acabou ficando com o vice-campeonato nesta edição, repetindo os feitos de 1969, 1974 e 1975, continuando com apenas um título.

## Equipes participantes
| Equipe              | Cidade            | Estado | Em 1997      | Estádio                 | Títulos                                        |
| ------------------- | ----------------- | ------ | ------------ | ----------------------- | ---------------------------------------------- |
| América Mineiro     | Belo Horizonte    | MG     | 1º (Série B) | Independência           | não possui                                     |
| América de Natal    | Natal             | RN     | 16º          | Machadão                | não possui                                     |
| Atlético Mineiro    | Belo Horizonte    | MG     | 4º           | Mineirão                | 1937, 1971                                     |
| Atlético Paranaense | Curitiba          | PR     | 18º          | Arena da Baixada        | não possui                                     |
| Botafogo            | Rio de Janeiro    | RJ     | 10º          | Maracanã                | 1968, 1995                                     |
| Bragantino          | Bragança Paulista | SP     | 22º          | Estádio Marcelo Stéfani | não possui                                     |
| Corinthians         | São Paulo         | SP     | 17º          | Pacaembu                | 1990                                           |
| Coritiba            | Curitiba          | PR     | 15º          | Couto Pereira           | 1985                                           |
| Cruzeiro            | Belo Horizonte    | MG     | 20º          | Mineirão                | 1966                                           |
| Flamengo            | Rio de Janeiro    | RJ     | 5º           | Maracanã                | 1980, 1982, 1983, 1992                         |
| Goiás               | Goiânia           | GO     | 19º          | Serra Dourada           | não possui                                     |
| Grêmio              | Porto Alegre      | RS     | 14º          | Olímpico                | 1981, 1996                                     |
| Guarani             | Campinas          | SP     | 21º          | Brinco de Ouro          | 1978                                           |
| Internacional       | Porto Alegre      | RS     | 3º           | Beira-Rio               | 1975, 1976, 1979                               |
| Juventude           | Caxias do Sul     | RS     | 8º           | Alfredo Jaconi          | não possui                                     |
| Palmeiras           | São Paulo         | SP     | 2º           | Parque Antártica        | 1960, 1967, 1967, 1969, 1972, 1973, 1993, 1994 |
| Paraná              | Curitiba          | PR     | 13º          | Durival Britto          | não possui                                     |
| Ponte Preta         | Campinas          | SP     | 2º (Série B) | Moisés Lucarelli        | não possui                                     |
| Portuguesa          | São Paulo         | SP     | 6º           | Canindé                 | não possui                                     |
| Santos              | Santos            | SP     | 7º           | Vila Belmiro            | 1961, 1962, 1963, 1964, 1965, 1968             |
| São Paulo           | São Paulo         | SP     | 12º          | Morumbi                 | 1977, 1986, 1991                               |
| Sport               | Recife            | PE     | 11º          | Ilha do Retiro          | 1987                                           |
| Vasco da Gama       | Rio de Janeiro    | RJ     | Campeão      | São Januário            | 1974, 1989, 1997                               |
| Vitória             | Salvador          | BA     | 9º           | Barradão                | não possui                                     |

## Fórmula de disputa
Primeira fase: os 24 clubes jogam todos contra todos, em turno único. Classificam-se para a fase final os oito primeiros colocados.
Fase final (com quartas de final, semifinais e final): sistema eliminatório, com disputas em até três jogos (ou duas vitórias), tendo os clubes com melhor campanha o mando de campo do segundo e (se for o caso) também  do terceiro jogo.

## Primeira fase
| Pos. | Equipes             | P  | J  | V  | E | D  | GP | GC | SG  | %  | Classificação ou rebaixamento     |
| ---- | ------------------- | -- | -- | -- | - | -- | -- | -- | --- | -- | --------------------------------- |
| 1    | Corinthians         | 46 | 23 | 14 | 4 | 5  | 46 | 30 | +16 | 66 | Classificados às quartas-de-final |
| 2    | Palmeiras           | 45 | 23 | 14 | 3 | 6  | 46 | 32 | +14 | 65 | Classificados às quartas-de-final |
| 3    | Coritiba            | 42 | 23 | 11 | 9 | 3  | 32 | 26 | +6  | 60 | Classificados às quartas-de-final |
| 4    | Santos              | 41 | 23 | 11 | 8 | 4  | 46 | 29 | +17 | 59 | Classificados às quartas-de-final |
| 5    | Sport               | 40 | 23 | 12 | 4 | 7  | 34 | 22 | +12 | 57 | Classificados às quartas-de-final |
| 6    | Portuguesa          | 40 | 23 | 11 | 7 | 5  | 44 | 34 | +10 | 57 | Classificados às quartas-de-final |
| 7    | Cruzeiro            | 37 | 23 | 10 | 7 | 6  | 42 | 28 | +14 | 53 | Classificados às quartas-de-final |
| 8    | Grêmio              | 36 | 23 | 10 | 6 | 7  | 32 | 30 | +2  | 52 | Classificados às quartas-de-final |
| 9    | Atlético Mineiro    | 36 | 23 | 9  | 9 | 5  | 38 | 33 | +5  | 52 |                                   |
| 10   | Vasco da Gama       | 34 | 23 | 9  | 7 | 7  | 34 | 24 | +10 | 49 |                                   |
| 11   | Flamengo            | 33 | 23 | 9  | 6 | 8  | 37 | 34 | +3  | 47 |                                   |
| 12   | Internacional       | 32 | 23 | 9  | 5 | 9  | 25 | 25 | 0   | 46 |                                   |
| 13   | Vitória             | 30 | 23 | 9  | 3 | 11 | 31 | 38 | –7  | 43 |                                   |
| 14   | Botafogo            | 29 | 23 | 7  | 8 | 8  | 35 | 37 | –2  | 42 |                                   |
| 15   | São Paulo           | 27 | 23 | 8  | 3 | 12 | 34 | 35 | –1  | 39 |                                   |
| 16   | Atlético Paranaense | 27 | 23 | 7  | 6 | 10 | 32 | 32 | 0   | 39 |                                   |
| 17   | Ponte Preta         | 26 | 23 | 7  | 5 | 11 | 25 | 34 | –9  | 37 |                                   |
| 18   | Juventude           | 26 | 23 | 6  | 8 | 9  | 24 | 32 | –8  | 37 |                                   |
| 19   | Guarani             | 25 | 23 | 6  | 7 | 10 | 34 | 39 | –5  | 36 |                                   |
| 20   | Paraná              | 24 | 23 | 7  | 3 | 13 | 25 | 41 | –16 | 34 |                                   |
| 21   | América Mineiro     | 23 | 23 | 6  | 5 | 12 | 26 | 39 | –13 | 33 | Rebaixados à Série B de 1999      |
| 22   | Goiás               | 22 | 23 | 5  | 7 | 11 | 29 | 37 | –8  | 31 | Rebaixados à Série B de 1999      |
| 23   | Bragantino          | 21 | 23 | 5  | 6 | 12 | 20 | 37 | –17 | 30 | Rebaixados à Série B de 1999      |
| 24   | América de Natal    | 15 | 23 | 3  | 6 | 14 | 24 | 47 | –23 | 21 | Rebaixados à Série B de 1999      |

## Confrontos
|     | AMG | ARN | ATM | ATP | BOT | BGT | COR | CTB | CRU | FLA | GOI | GRE | GUA | INT | JUV | PAL | PAR | PON | POR | SAN | SPA | SPT | VAS | VIT |
| --- | --- | --- | --- | --- | --- | --- | --- | --- | --- | --- | --- | --- | --- | --- | --- | --- | --- | --- | --- | --- | --- | --- | --- | --- |
| AMG | –   | 2-2 | 0-2 | 2-1 | 0-0 | 2-0 | –   | –   | –   | –   | 1-0 | –   | –   | 0-1 | –   | 1-1 | 2-0 | 2-1 | –   | –   | 1-3 | –   | –   | –   |
| ARN | –   | –   | 1-3 | –   | –   | –   | –   | 0-1 | –   | 2-1 | 2-1 | –   | –   | 0-0 | 2-2 | 1-2 | –   | 0-1 | 2-2 | 2-2 | –   | 0-4 | 1-3 | –   |
| ATM | –   | –   | –   | 3-2 | 5-5 | 0-2 | 1-5 | –   | 1-1 | –   | 2-1 | –   | 1-1 | 2-0 | –   | –   | 3-0 | –   | –   | –   | 1-0 | 1-0 | 1-1 | –   |
| ATP | –   | 2-0 | –   | –   | 3-1 | 3-2 | –   | 2-2 | 1-2 | –   | –   | 0-0 | 4-0 | –   | 0-0 | 0-1 | –   | –   | 2-2 | –   | –   | –   | 1-2 | 4-1 |
| BOT | –   | 2-0 | –   | –   | –   | –   | –   | 2-3 | 1-1 | –   | –   | 2-1 | –   | –   | –   | 3-1 | 3-3 | 1-0 | –   | 2-1 | 3-0 | –   | 0-2 | 1-2 |
| BGT | –   | 1-1 | –   | –   | 2-2 | –   | 1-0 | 1-2 | 0-4 | –   | –   | 1-0 | 1-2 | –   | 1-0 | –   | –   | –   | –   | –   | 1-2 | –   | 0-0 | 0-0 |
| COR | 3-1 | 2-1 | –   | 4-2 | 1-0 | –   | –   | –   | 1-2 | –   | 2-2 | 2-1 | 3-2 | –   | 4-0 | –   | –   | –   | 3-0 | 0-2 | –   | –   | –   | –   |
| CTB | 0-0 | –   | 1-1 | –   | –   | –   | 0-0 | –   | –   | 1-3 | 2-0 | –   | –   | 1-0 | –   | –   | 3-2 | 2-2 | –   | 1-1 | 2-1 | 0-0 | –   | –   |
| CRU | 4-1 | 0-2 | –   | –   | –   | –   | –   | 4-0 | –   | 1-1 | –   | 0-2 | –   | –   | 5-0 | 3-1 | –   | 4-2 | 2-2 | 1-2 | –   | –   | –   | 0-2 |
| FLA | 2-0 | –   | 3-2 | 0-0 | 1-1 | 0-1 | 4-1 | –   | –   | –   | 2-1 | –   | 2-1 | 1-3 | 1-3 | –   | –   | –   | 2-3 | –   | –   | 3-2 | –   | –   |
| GOI | –   | –   | –   | 2-3 | 2-0 | 3-0 | –   | –   | 0-0 | –   | –   | 0-0 | –   | –   | 2-2 | 1-1 | –   | 0-1 | 3-1 | –   | –   | 2-0 | 2-2 | –   |
| GRE | 2-1 | 2-1 | 2-3 | –   | –   | –   | –   | 1-1 | –   | 2-2 | –   | –   | –   | –   | 0-0 | 1-1 | –   | 1-0 | 4-2 | 3-2 | –   | –   | –   | 2-1 |
| GUA | 1-2 | 2-1 | –   | –   | 2-3 | –   | –   | 0-1 | 2-2 | –   | 2-2 | 1-3 | –   | –   | –   | 3-2 | 2-0 | 2-0 | 1-1 | 1-1 | –   | –   | –   | –   |
| INT | –   | –   | –   | 0-1 | 0-0 | 2-1 | 1-1 | –   | 3-1 | –   | 6-1 | 1-0 | 1-3 | –   | –   | –   | 2-1 | –   | –   | –   | 0-3 | 1-2 | 1-0 | –   |
| JUV | 1-0 | –   | 0-0 | –   | 0-0 | –   | –   | 1-2 | –   | –   | –   | –   | 0-0 | 1-2 | –   | 3-6 | 3-0 | –   | –   | 1-2 | 2-1 | 1-0 | –   | 2-0 |
| PAL | –   | –   | 2-1 | –   | –   | 4-0 | 3-1 | 1-2 | –   | 2-1 | –   | –   | –   | 1-0 | –   | –   | 3-2 | 3-0 | –   | –   | 2-1 | 1-2 | 2-1 | 3-2 |
| PAR | –   | 3-2 | –   | 1-0 | –   | 2-2 | 0-0 | –   | 1-2 | 2-1 | 1-0 | 1-2 | –   | –   | –   | –   | –   | 1-0 | 0-1 | –   | –   | –   | 2-1 | –   |
| PON |     |     | 0-0 | 2-0 |     | 2-2 | 4-5 |     |     | 0-1 |     |     |     | 0-0 | 1-0 |     |     | –   |     |     | 1-1 | 2-1 | 2-1 | 4-2 |
| POR | 2-1 | –   | 1-0 | –   | 5-2 | 3-1 | –   | 1-1 | –   | –   | –   | –   | –   | 1-1 | 2-1 | 2-3 | –   | 1-0 | –   | –   | –   | 2-0 | –   | 0-1 |
| SAN | 3-3 | –   | 4-4 | 1-1 | –   | 2-0 | –   | –   | –   | 4-1 | 3-1 | –   | –   | 2-0 | –   | 1-0 | 1-2 | 4-0 | 1-1 | –   | –   | 0-0 | –   | –   |
| SPA | –   | 6-1 | –   | 2-0 | –   | –   | 1-2 | –   | 0-2 | 0-0 | 3-1 | 1-2 | 2-1 | –   | –   | –   | 3-0 | –   | 2-7 | 1-3 | –   | –   | 1-1 | –   |
| SPT | 3-2 | –   | –   | 2-0 | 2-1 | 1-0 | 0-2 | –   | 1-1 | –   | –   | 5-0 | 2-1 | –   | –   | –   | 4-1 | –   | –   | –   | 1-0 | –   | –   | 2-1 |
| VAS | 5-1 | –   | –   | –   | –   | –   | 0-1 | 3-1 | 2-0 | 1-1 | –   | 2-1 | 2-1 | –   | 1-1 | –   | –   | –   | 1-2 | 3-1 | –   | 0-0 | –   | 0-1 |
| VIT | 2-1 | 3-0 | 1-1 | –   | –   | –   | 2-3 | 0-3 | –   | 1-4 | 1-2 | –   | 3-3 | 2-0 | –   | –   | 1-0 | –   | –   | 1-3 | 1-0 | –   | –   | –   |

## Desempenho por rodada
Clubes que lideraram ao final de cada rodada:
| 1   | 2   | 3   | 4   | 5   | 6   | 7   | 8   | 9   | 10  | 11  | 12  | 13  | 14  | 15  | 16  | 17  | 18  | 19  | 20  | 21  | 22  | 23  | 24  | 25  | 26  | 27  | 28  | 29  | 30  |
| SPT | GUA | SAN | SPT | COR | COR | COR | COR | COR | COR | COR | COR | COR | COR | COR | COR | COR | COR | COR | SAN | SAN | PAL | PAL | PAL | PAL | PAL | PAL | PAL | PAL | COR |

Clubes que ficaram na última posição do campeonato ao final de cada rodada:
| 1   | 2   | 3   | 4   | 5   | 6   | 7   | 8   | 9   | 10  | 11  | 12  | 13  | 14  | 15  | 16  | 17  | 18  | 19  | 20  | 21  | 22  | 23  | 24  | 25  | 26  | 27  | 28  | 29  | 30  |
| AME | AME | PAR | GRE | GRE | PON | PON | ATP | ATP | GRE | GRE | GRE | ATP | AME | AME | AME | AME | AME | PON | PON | AME | AME | AME | AME | AME | AME | AME | AME | AME | AME |

## Fase final
|  | Quartas de final | Quartas de final | Quartas de final | Quartas de final | Quartas de final |           |             | Semifinais | Semifinais | Semifinais | Semifinais |             |   | Final | Final | Final | Final | Final | Final | Final | Final | Final | Final |
|  |                  |                  |                  |                  |                  |           |             |            |            |            |            |             |   |       |       |       |       |       |       |       |       |       |       |
|  | 1                | Corinthians      | 1                | 0                | 1                |           |             |            |            |            |            |             |   |       |       |       |       |       |       |       |       |       |       |
|  | 8                | Grêmio           | 0                | 2                | 0                |           |             |            |            |            |            |             |   |       |       |       |       |       |       |       |       |       |       |
|  | 8                | Grêmio           | 0                | 2                | 0                |           | Corinthians | 1          | 2          | 1          |            |             |   |       |       |       |       |       |       |       |       |       |       |
|  |                  |                  |                  |                  |                  |           | Corinthians | 1          | 2          | 1          |            |             |   |       |       |       |       |       |       |       |       |       |       |
|  |                  | Santos           | 2                | 0                | 1                |           |             |            |            |            |            |             |   |       |       |       |       |       |       |       |       |       |       |
|  | 4                | Santos           | 2                | 0                | 1                | Santos    | 1           | 2          | 3          |            |            |             |   |       |       |       |       |       |       |       |       |       |       |
|  | 4                |                  |                  |                  |                  | Santos    | 1           | 2          | 3          |            |            |             |   |       |       |       |       |       |       |       |       |       |       |
|  | 5                | Sport            | 3                | 1                | 0                |           |             |            |            |            |            |             |   |       |       |       |       |       |       |       |       |       |       |
|  | 5                | Sport            | 3                | 1                | 0                |           |             |            |            |            |            | Corinthians | 2 | 1     | 2     |       |       |       |       |       |       |       |       |
|  |                  |                  |                  |                  |                  |           |             |            |            |            |            |             | 2 | 1     | 2     |       |       |       |       |       |       |       |       |
|  |                  | Cruzeiro         | 2                | 1                | 0                |           |             |            |            |            |            |             |   |       |       |       |       |       |       |       |       |       |       |
|  | 3                | Cruzeiro         | 2                | 1                | 0                | Coritiba  | 1           | 0          | 2          |            |            |             |   |       |       |       |       |       |       |       |       |       |       |
|  | 3                |                  |                  |                  |                  | Coritiba  | 1           | 0          | 2          |            |            |             |   |       |       |       |       |       |       |       |       |       |       |
|  | 6                | Portuguesa       | 3                | 0                | 2                |           |             |            |            |            |            |             |   |       |       |       |       |       |       |       |       |       |       |
|  | 6                | Portuguesa       | 3                | 0                | 2                |           | Portuguesa  | 1          | 2          | 0          |            |             |   |       |       |       |       |       |       |       |       |       |       |
|  |                  |                  |                  |                  |                  |           | Portuguesa  | 1          | 2          | 0          |            |             |   |       |       |       |       |       |       |       |       |       |       |
|  |                  | Cruzeiro         | 3                | 1                | 1                |           |             |            |            |            |            |             |   |       |       |       |       |       |       |       |       |       |       |
|  | 2                | Cruzeiro         | 3                | 1                | 1                | Palmeiras | 1           | 2          | 2          |            |            |             |   |       |       |       |       |       |       |       |       |       |       |
|  | 2                |                  |                  |                  |                  | Palmeiras | 1           | 2          | 2          |            |            |             |   |       |       |       |       |       |       |       |       |       |       |
|  | 7                | Cruzeiro         | 2                | 1                | 3                |           |             |            |            |            |            |             |   |       |       |       |       |       |       |       |       |       |       |
|  | 7                | Cruzeiro         | 2                | 1                | 3                |           |             |            |            |            |            |             |   |       |       |       |       |       |       |       |       |       |       |

### Quartas de final

#### Chave 1
| 15 de novembro de 1998 | Grêmio | 0 – 1 | Corinthians | Olímpico, Porto Alegre                                  |
|                        |        |       | Rincón 77'  | Público: 32,966 Árbitro: Márcio Rezende de Freitas (MG) |

| 21 de novembro de 1998 | Corinthians | 0 – 2 | Grêmio                  | Pacaembu, São Paulo                                    |
|                        |             |       | Itaqui 30' · Clóvis 87' | Público: 37,370 Árbitro: Wilson de Souza Mendonça (PE) |

| 25 de novembro de 1998 | Corinthians | 1 – 0 | Grêmio | Pacaembu, São Paulo                     |
|                        | Edílson 37' |       |        | Árbitro: Márcio Rezende de Freitas (MG) |

#### Chave 2
| 15 de novembro de 1998 | Sport                               | 3 – 1 | Santos    | Ilha do Retiro, Recife                                |
|                        | Róbson 66' · Wallace 69' · Lima 77' |       | Argel 87' | Público: 11,249 Árbitro: Luciano Augusto Almeida (DF) |

| 21 de novembro de 1998 | Santos                                | 2 – 1 | Sport      | Vila Belmiro, Santos                          |
|                        | Eduardo Marques 32' · Róbson Luís 75' |       | Róbson 61' | Público: 25,229 Árbitro: Jorge Travassos (RJ) |

| 25 de novembro de 1998 | Santos                            | 3 – 0 | Sport  | Vila Belmiro, Santos                                    |
|                        | Alessandro 24' · Viola 50', 90+3' |       | Róbson | Público: 25,229 Árbitro: Cláudio Vinícius Cerdeira (RJ) |

#### Chave 3
| 15 de novembro de 1998 | Portuguesa                                 | 3 – 1 | Coritiba  | Canindé, São Paulo                                       |
|                        | Leandro 14' · Alexandre 22' · Fabrício 51' |       | Macedo 8' | Público: 25,000 Árbitro: Sidrack Marinho dos Santos (SE) |

| 22 de novembro de 1998 | Coritiba | 0 – 0 | Portuguesa | Couto Pereira, Curitiba                                 |
|                        |          |       |            | Público: 33,436 Árbitro: Márcio Rezende de Freitas (MG) |

| 25 de novembro de 1998 | Coritiba                            | 2 – 2 | Portuguesa             | Couto Pereira, Curitiba                                |
|                        | João Santos 14' · Gélson Baresi 77' |       | César 83' · Aílton 89' | Público: 25,938 Árbitro: Wilson de Souza Mendonça (PE) |

#### Chave 4
| 14 de novembro de 1998 | Cruzeiro                             | 2 – 1 | Palmeiras | Mineirão, Belo Horizonte                           |
|                        | Fábio Júnior 62' · Marcelo Djian 82' |       | Oséas 64' | Público: 53,706 Árbitro: Carlos Eugênio Simon (RS) |

| 22 de novembro de 1998 | Palmeiras                             | 2 – 1 | Cruzeiro  | Parque Antártica, São Paulo                             |
|                        | Paulo Nunes 27' · Júnior Baiano 45+2' |       | Djair 42' | Público: 29,950 Árbitro: Cláudio Vinícius Cerdeira (RJ) |

| 26 de novembro de 1998 | Palmeiras                                    | 2 – 3 | Cruzeiro                                          | Parque Antártica, São Paulo                              |
|                        | Almir 48' · Paulo Nunes 62' · Arce · Rogério |       | Marcelo Ramos 31', 33' · Fábio Júnior 88' · Valdo | Público: 28,317 Árbitro: Sidrack Marinho dos Santos (SE) |

### Semifinais

#### Chave
| 29 de novembro de 1998 | Santos                      | 2 – 1 | Corinthians | Vila Belmiro, Santos                                     |
|                        | Róbson Luís 33' · Viola 82' |       | Gamarra 1'  | Público: 25,000 Árbitro: Sidrack Marinho dos Santos (SE) |

| 5 de dezembro de 1998 | Corinthians                                | 2 – 0 | Santos | Pacaembu, São Paulo                                    |
|                       | Marcelinho Carioca 27' (pen) · Edílson 60' |       |        | Público: 37,370 Árbitro: Francisco Dacildo Mourão (CE) |

| 9 de Dezembro de 1998 Campeonato Brasileiro 1998 | Corinthians | 1 - 1 (4 - 3 agr.) | Santos   | São Paulo,SP         |  |
| 18:00                                            | Edílson'57  | Relatório          | Viola'41 | Estádio: Pacaembu,SP |  |

| 29 de novembro de 1998 | Cruzeiro                                                | 3 – 1 | Portuguesa  | Mineirão, Belo Horizonte                           |
|                        | Marcelo Ramos 12' · Fábio Júnior 52' · Alex Alves 90+1' |       | Leandro 22' | Público: 90,482 Árbitro: Carlos Eugênio Simon (RS) |

| 5 de dezembro de 1998 | Portuguesa         | 2 – 1 | Cruzeiro          | Canindé, São Paulo                                    |
|                       | Alexandre 12', 76' |       | Marcelo Djian 14' | Público: 22,973 Árbitro: Luciano Augusto Almeida (DF) |

| 9 de dezembro de 1998 Campeonato Brasileiro | Portuguesa | 0 - 1 (3 - 5 agr.) | Cruzeiro | Canindé, São Paulo  |  |
| 18:00                                       |            | Relatório          | Djair 2' | Estádio: Cainadé,SP |  |

### Final

#### Jogo de ida
| 13 de dezembro de 1998 | Cruzeiro               | 2 – 2 | Corinthians                        | Mineirão, Belo Horizonte                           |
|                        | Müller 43' · Valdo 47' |       | Dinei 53' · Marcelinho Carioca 56' | Público: 87,619 Árbitro: Carlos Eugênio Simon (RS) |

Cruzeiro: Dida; Ronaldo, Marcelo Djian, Wilson Gottardo e Gustavo; Marcos Paulo (Caio), Djair, Valdo e Müller (Ricardinho); Fábio Júnior e Marcelo Ramos. Técnico: Levir Culpi.
Corinthians: Nei; Índio, Batata, Gamarra e Sylvinho; Gilmar, Vampeta, Rincón (Ricardinho) e Marcelinho Carioca; Edílson (Amaral) e Didi (Dinei). Técnico: Wanderley Luxemburgo.

#### Jogo de Volta
| 20 de dezembro de 1998 | Corinthians            | 1 – 1 | Cruzeiro          | Morumbi, São Paulo                                                      |
|                        | Marcelinho Carioca 58' |       | Marcelo Ramos 69' | Público: 50,187 Árbitro: Luciano Augusto Almeida (Distrito Federal\|DF) |

Corinthians: Nei; Índio, Batata, Gamarra e Sylvinho; Gilmar (Amaral), Vampeta, Rincón e Marcelinho Carioca; Edílson (Mirandinha) e Didi (Dinei). Técnico: Wanderley Luxemburgo.
Cruzeiro: Dida; Gustavo, Marcelo Djian, Wilson Gottardo e Gilberto; Valdir (Caio), Ricardinho (Marcelo Ramos), Djair e Valdo; Müller e Fábio Júnior. Técnico: Levir Culpi.

#### Jogo de Desempate
| 23 de dezembro de 1998 | Corinthians                          | 2 – 0 | Cruzeiro | Morumbi, São Paulo                                 |
|                        | Edílson 70' · Marcelinho Carioca 80' |       |          | Público: 57,230 Árbitro: Carlos Eugênio Simon (RS) |

Corinthians: Nei; Índio, Batata (Cris), Gamarra e Sylvinho; Vampeta, Rincón Ricardinho (Amaral) e Marcelinho Carioca; Mirandinha (Dinei) e Edílson. Técnico: Wanderley Luxemburgo.
Cruzeiro: Dida; Gustavo (Alex Alves), Marcelo Djian, João Carlos e Gilberto; Valdir (Marcelo Ramos), Djair, Ricardinho e Valdo; Müller e Fábio Júnior. Técnico: Levir Culpi.

## Artilheiros
| Pos. | Jogador            | Clube            | Gols |
| ---- | ------------------ | ---------------- | ---- |
| 1    | Viola              | Santos           | 21   |
| 2    | Marcelinho Carioca | Corinthians      | 19   |
| 3    | Fábio Júnior       | Cruzeiro         | 18   |
| 3    | Valdir Bigode      | Atlético Mineiro | 18   |
| 4    | Edílson            | Corinthians      | 15   |
| 4    | Leandro Amaral     | Portuguesa       | 15   |
| 5    | Romário            | Flamengo         | 14   |
| 5    | Dejan Petković     | Vitória          | 14   |

## Premiação
| Campeonato Brasileiro de Futebol de 1998            |
| --------------------------------------------------- |
| Sport Club Corinthians Paulista Campeão (2° título) |

## Classificação geral
| Pos. | Equipes             | P  | J  | V  | E  | D  | GP | GC | SG  | %  | Classificação ou rebaixamento                |
| ---- | ------------------- | -- | -- | -- | -- | -- | -- | -- | --- | -- | -------------------------------------------- |
| 1    | Corinthians         | 61 | 32 | 18 | 7  | 7  | 57 | 38 | +19 | 63 | Fase de grupos da Copa Libertadores de 1999  |
| 2    | Cruzeiro            | 51 | 32 | 14 | 9  | 9  | 56 | 41 | +15 | 53 |                                              |
| 3    | Santos              | 51 | 29 | 14 | 9  | 6  | 55 | 37 | +18 | 58 |                                              |
| 4    | Portuguesa          | 48 | 29 | 13 | 9  | 7  | 52 | 42 | +10 | 55 |                                              |
| 5    | Palmeiras           | 48 | 26 | 15 | 3  | 8  | 51 | 38 | +13 | 61 | Fase de grupos da Copa Libertadores de 19991 |
| 6    | Coritiba            | 44 | 26 | 11 | 11 | 4  | 35 | 31 | +4  | 56 |                                              |
| 7    | Sport               | 43 | 26 | 13 | 4  | 9  | 38 | 28 | +10 | 55 |                                              |
| 8    | Grêmio              | 39 | 26 | 11 | 6  | 9  | 34 | 32 | +2  | 50 |                                              |
| 9    | Atlético Mineiro    | 36 | 23 | 9  | 9  | 5  | 38 | 33 | +5  | 52 |                                              |
| 10   | Vasco da Gama       | 34 | 23 | 9  | 7  | 7  | 34 | 24 | +10 | 49 | Fase Final da Copa Libertadores de 19991     |
| 11   | Flamengo            | 33 | 23 | 9  | 6  | 8  | 37 | 34 | +3  | 47 |                                              |
| 12   | Internacional       | 32 | 23 | 9  | 5  | 9  | 25 | 25 | 0   | 46 |                                              |
| 13   | Vitória             | 30 | 23 | 9  | 3  | 11 | 31 | 38 | –7  | 43 |                                              |
| 14   | Botafogo            | 29 | 23 | 7  | 8  | 8  | 35 | 37 | –2  | 42 |                                              |
| 15   | São Paulo           | 27 | 23 | 8  | 3  | 12 | 34 | 35 | –1  | 39 |                                              |
| 16   | Atlético Paranaense | 27 | 23 | 7  | 6  | 10 | 32 | 32 | 0   | 39 |                                              |
| 17   | Ponte Preta         | 26 | 23 | 7  | 5  | 11 | 25 | 34 | –9  | 37 |                                              |
| 18   | Juventude           | 26 | 23 | 6  | 8  | 9  | 24 | 32 | –8  | 37 |                                              |
| 19   | Guarani             | 25 | 23 | 6  | 7  | 10 | 34 | 39 | –5  | 36 |                                              |
| 20   | Paraná              | 24 | 23 | 7  | 3  | 13 | 25 | 41 | –16 | 34 |                                              |
| 21   | América Mineiro     | 23 | 23 | 6  | 5  | 12 | 26 | 39 | –13 | 33 | Rebaixados à Série B de 1999                 |
| 22   | Goiás               | 22 | 23 | 5  | 7  | 11 | 29 | 37 | –8  | 31 | Rebaixados à Série B de 1999                 |
| 23   | Bragantino          | 21 | 23 | 5  | 6  | 12 | 20 | 37 | –17 | 30 | Rebaixados à Série B de 1999                 |
| 24   | América de Natal    | 15 | 23 | 3  | 6  | 14 | 24 | 47 | –23 | 21 | Rebaixados à Série B de 1999                 |

1Vasco da Gama e Palmeiras tinham vaga garantida na Copa Libertadores de 1999 por serem campeões da Copa Libertadores de 1998 e Copa do Brasil de 1998, respectivamente.